# Wappen der Niederländischen Antillen
Das Wappen der Niederländischen Antillen besteht aus einem Schild, einer Wappenkrone und einem Spruchband.
Der Schild zeigt fünf blaue fünfzackige Sterne (2:1:2) auf goldenem Grund mit rotem Bord. Die Farben rot und gold stehen vermutlich in Zusammenhang mit der spanischen Vergangenheit der Inseln. Die fünf Sterne repräsentieren die Inseln Bonaire, Curaçao, Saba, Sint Eustatius und Sint Maarten. Die Krone über dem Schild ist die des Herrschers des Königreichs der Niederlande, die Worte Libertate Unanimus auf dem Spruchband unter dem Schild sind in lateinischer Sprache und bedeuten „einmütig in Freiheit“.

Ursprüngliche Version

Das Wappen in seiner heutigen Form wurde am 1. Januar 1986 angenommen, als sich Aruba von den Niederländischen Antillen löste und einen eigenen Status als Teil des Königreichs der Niederlande erhielt. Bis dahin war die ursprüngliche Version des Wappens in Verwendung, die am 23. Oktober 1964 angenommen wurde und einen zusätzlichen Stern für Aruba am Schild enthielt.
Seit der Auflösung des Landes am 10. Oktober 2010 ist das Wappen nicht mehr in Gebrauch.

## Weblink
- flaggenlexikon.de – Wappen der Niederländischen Antillen